# Joop Mengelmoes
Joop Mengelmoes, gespeeld door Stef Bos, is een personage uit Samson en Gert. Door Samson wordt Joop altijd Meneer Chocomousse genoemd.
Joop Mengelmoes was van 1990 tot 1992 in de televisiereeks te zien. Zijn personage was de buurman van Samson en Gert, en een manusje-van-alles die veel klusjes uitvoerde. In de allereerste aflevering probeerde hij de kapotte bel van Gert te herstellen, maar het ding brak af. Sindsdien zegt iedereen die het huis binnenkomt: "Ja, ik moest kloppen, want de bel doet het niet".
Joop haalt vaak streken uit in de serie. Zo verkleedt hij zich eens tot drie keer toe in een van de drie koningen om snoep te verzamelen. Toen Gert dit bedrog doorhad, besloot hij samen met de burgemeester een emmer water en een met confetti over Joop heen te gooien. Maar toen bleek dat Joop snoep verzamelde, omdat hij een groot Driekoningenfeest bij hem thuis organiseerde.
Stef Bos schreef ook een paar liedjes die op de eerste cd verschenen: onder meer 'Niet ver weg' en 'Er zit meer in een liedje'. Joop kwam voor in vier videoclips: 'Het Samsonlied', waarin hij voor de grap een vensterruit wit verft, 'Er zit meer in een liedje', waarin hij op zijn trompet speelt, 'Samen op de Moto', waarin Gert en Samson hem bijna omverrijden (al zijn enkel zijn benen te zien), en 'Het allerlaatste liedje',  waarin hij na jaren afwezigheid via archiefbeelden ook te zien is.
Als huisdier heeft hij een schildpad, genaamd Marlène, niet te verwarren met Gerts vriendinnetje Marlèneke.

## Familie
In seizoen 18 (Samson en Gert: Zomerpret) maakt Joops broer Jaap Mengelmoes zijn opwachting. In dat seizoen wordt ook duidelijk dat hij nog een tante heeft die Pleum heet.

## Eerste en laatste aflevering
| Eerste / Laatste   | Titel aflevering | Jaartal |
| ------------------ | ---------------- | ------- |
| Eerste aflevering  | De verhuis       | 1990    |
| Laatste aflevering | De piloot        | 1992    |

## Trivia
- In de aflevering Het neefje van Mengelmoes (1990) werd bekend dat Joop jarig is op 10 oktober.
- Hoewel Joop halverwege seizoen 2 voor het laatst in de serie voorkwam en naar de achtergrond verdween, werd in de aflevering De knoop in een zakdoek (seizoen 3) duidelijk dat Joop, ook na de komst van Octaaf en Miranda, nog steeds naast Samson & Gert woont.
- Het personage verdween uit de reeks op vraag van Stef Bos zelf, omdat hij het te druk had met zijn muziek.[1]